# Europapokal der Pokalsieger 1988/89
Der Europapokal der Pokalsieger 1988/89 war die 29. Ausspielung des Wettbewerbs der europäischen Fußball-Pokalsieger. 33 Klubmannschaften aus 32 Ländern nahmen teil, darunter Titelverteidiger KV Mechelen, 21 nationale Pokalsieger und 11 unterlegene Pokalfinalisten (FC Carl Zeiss Jena, Roda JC Kerkrade, Derry City, FC Avenir Beggen, FC Floriana, Glenavon FC, Vitória Guimarães, Dinamo Bukarest, Dundee United, Inter Bratislava und Sakaryaspor). Vereine aus England waren nach der Katastrophe von Heysel weiterhin von der Teilnahme ausgeschlossen.
Aus Deutschland waren DFB-Pokalsieger Eintracht Frankfurt, aus der DDR FDGB-Pokalfinalist FC Carl Zeiss Jena, aus Österreich ÖFB-Cupsieger Kremser SC und aus der Schweiz Cupsieger Grasshopper Club Zürich am Start.
Im Finale im Wankdorfstadion von Bern errang der FC Barcelona nach 1979 und 1982 mit einem 2:0 gegen Sampdoria Genua seinen dritten Titel im Pokalsiegerwettbewerb.
Torschützenkönig wurde der Bulgare Christo Stoitschkow von ZFKA Sredez Sofia mit 7 Toren.

## Modus
Die Teilnehmer spielten wie gehabt im reinen Pokalmodus mit Hin- und Rückspielen den Sieger aus. Gab es nach beiden Partien Torgleichstand, entschied die höhere Anzahl der auswärts erzielten Tore (Auswärtstorregel). War auch deren Anzahl gleich, fand im Rückspiel eine Verlängerung statt, in der ebenfalls die Auswärtstorregel galt. Herrschte nach Ende der Verlängerung immer noch Gleichstand, wurde ein Elfmeterschießen durchgeführt. Das Finale wurde in einem Spiel auf neutralem Platz entschieden. Bei unentschiedenem Spielstand nach Verlängerung wäre der Sieger ebenfalls in einem Elfmeterschießen ermittelt worden.

## Vorrunde
Das Hinspiel fand am 10. August, das Rückspiel am 24. August 1988 statt.
|                                | Gesamt |          | Hinspiel | Rückspiel |
| ------------------------------ | ------ | -------- | -------- | --------- |
| Békéscsabai Előre Spartacus SC | 4:2    | Bryne IL | 3:0      | 1:2       |

## 1. Runde
Die Hinspiele fanden am 6./7. September, die Rückspiele mit Ausnahme der Begegnung KV Mechelen gegen Avenir Beggen, die am 28. September ausgetragen wurde, vom 4. bis 6. Oktober 1988 statt.
|                          | Gesamt |                                | Hinspiel | Rückspiel |
| ------------------------ | ------ | ------------------------------ | -------- | --------- |
| Grasshopper Club Zürich  | 0:1    | Eintracht Frankfurt            | 0:0      | 0:1       |
| Omonia Nikosia           | 0:3    | Panathinaikos Athen            | 0:1      | 0:2       |
| FC Floriana              | 0:1    | Dundee United                  | 0:0      | 0:1       |
| KV Mechelen              | 8:1    | FC Avenir Beggen               | 5:0      | 3:1       |
| Dinamo Bukarest          | 6:0    | Kuusysi Lahti                  | 3:0      | 3:0       |
| FC Metz                  | 1:5    | RSC Anderlecht                 | 1:3      | 0:2       |
| Glenavon FC              | 2:7    | Aarhus GF                      | 1:4      | 1:3       |
| KS Flamurtari Vlora      | 2:4    | Lech Posen                     | 2:3      | 0:1       |
| FC Carl Zeiss Jena       | 5:1    | Kremser SC                     | 5:0      | 0:1       |
| Derry City               | 0:4    | Cardiff City                   | 0:0      | 0:4       |
| FK Borac Banja Luka      | 2:4    | Metallist Charkow              | 2:0      | 0:4       |
| Roda JC Kerkrade         | 2:1    | Vitória Guimarães              | 2:0      | 0:1       |
| Internacionál Bratislava | 2:8    | ZFKA Sredez Sofia              | 2:3      | 0:5       |
| Sakaryaspor              | 2:1    | Békéscsabai Előre Spartacus SC | 2:0      | 0:1       |
| Fram Reykjavík           | 0:7    | FC Barcelona                   | 0:2      | 0:5       |
| IFK Norrköping           | 2:3    | Sampdoria Genua                | 2:1      | 0:2       |

## 2. Runde
Die Hinspiele fanden am 26. Oktober, die Rückspiele am 9. November 1988 statt.
|                     | Gesamt          |                     | Hinspiel | Rückspiel |
| ------------------- | --------------- | ------------------- | -------- | --------- |
| KV Mechelen         | 3:0             | RSC Anderlecht      | 1:0      | 2:0       |
| Dundee United       | 1:2             | Dinamo Bukarest     | 0:1      | 1:1       |
| FC Barcelona        | 2:2 (5:4 i. E.) | Lech Posen          | 1:1      | 1:1 n. V. |
| FC Carl Zeiss Jena  | 2:4             | Sampdoria Genua     | 1:1      | 1:3       |
| Eintracht Frankfurt | 6:1             | Sakaryaspor         | 3:1      | 3:0       |
| ZFKA Sredez Sofia   | 3:0             | Panathinaikos Athen | 2:0      | 1:0       |
| Cardiff City        | 1:6             | Aarhus GF           | 1:2      | 0:4       |
| Roda JC Kerkrade    | 1:0             | Metallist Charkow   | 1:0      | 0:0       |

## Viertelfinale
Die Hinspiele fanden am 1. März, die Rückspiele am 15. März 1989 statt.
|                     | Gesamt          |                  | Hinspiel | Rückspiel |
| ------------------- | --------------- | ---------------- | -------- | --------- |
| Eintracht Frankfurt | 0:1             | KV Mechelen      | 0:0      | 0:1       |
| ZFKA Sredez Sofia   | 3:3 (4:3 i. E.) | Roda JC Kerkrade | 2:1      | 1:2 n. V. |
| Dinamo Bukarest     | 1:1(a)          | Sampdoria Genua  | 1:1      | 0:0       |
| Aarhus GF           | 0:1             | FC Barcelona     | 0:1      | 0:0       |

## Halbfinale
Die Hinspiele fanden am 5. April, die Rückspiele am 19. April 1989 statt.
|              | Gesamt |                   | Hinspiel | Rückspiel |
| ------------ | ------ | ----------------- | -------- | --------- |
| FC Barcelona | 6:3    | ZFKA Sredez Sofia | 4:2      | 2:1       |
| KV Mechelen  | 2:4    | Sampdoria Genua   | 2:1      | 0:3       |

## Finale
| FC Barcelona                               | FC Barcelona | Sampdoria Genua | Sampdoria Genua |
| ------------------------------------------ | --- | --- | --------------- |
| FC Barcelona                               | \| 10. Mai 1989 in Bern (Stadion Wankdorf) \| \| Ergebnis: 2:0 (1:0) \| \| Zuschauer: 42.707 \| \| Schiedsrichter: George Courtney ( England) \| | \| 10. Mai 1989 in Bern (Stadion Wankdorf) \| \| Ergebnis: 2:0 (1:0) \| \| Zuschauer: 42.707 \| \| Schiedsrichter: George Courtney ( England) \| | Sampdoria Genua |
| FC Barcelona                               | Andoni Zubizarreta – Aloísio, José Ramón Alexanko , Urbano, Luis Milla (60. Miquel Soler) – Guillermo Amor, Eusebio, Roberto – Gary Lineker, Julio Salinas, Txiki Begiristain (74. Luis María López Rekarte) Cheftrainer: Johan Cruyff ( Niederlande) | Gianluca Pagliuca – Luca Pellegrini (50. Fulvio Bonomi), Moreno Mannini (27. Stefano Pellegrini), Marco Lanna, Fausto Salsano – Fausto Pari, Víctor Muñoz, Toninho Cerezo, Giuseppe Dossena – Gianluca Vialli, Roberto Mancini Cheftrainer: Vujadin Boškov ( Jugoslawien) | Sampdoria Genua |
| FC Barcelona                               | 1:0 Julio Salinas (4.) 2:0 Luis María López Rekarte (80.) | | Sampdoria Genua |
| FC Barcelona                               | Aloísio | | Sampdoria Genua |
| 10. Mai 1989 in Bern (Stadion Wankdorf)    | | |                 |
| Ergebnis: 2:0 (1:0)                        | | |                 |
| Zuschauer: 42.707                          | | |                 |
| Schiedsrichter: George Courtney ( England) | | |                 |

## Beste Torschützen
| Rang | Spieler             | Klub            | Tore |
| ---- | ------------------- | --------------- | ---- |
| 1    | Christo Stoitschkow | ZSKA Sofia      | 7    |
| 2    | Ljuboslaw Penew     | ZSKA Sofia      | 6    |
| 3    | Gianluca Vialli     | Sampdoria Genua | 5    |
|      | Roberto             | FC Barcelona    | 5    |
| 5    | Gary Lineker        | FC Barcelona    | 4    |
|      | Jimmy Gilligan      | Cardiff City    | 4    |
|      | Frank Pingel        | Aarhus GF       | 4    |